# Semitogea valderubra
Semitogea valderubra är en stekelart som beskrevs av Heinrich 1968. Semitogea valderubra ingår i släktet Semitogea och familjen brokparasitsteklar. Inga underarter finns listade i Catalogue of Life.